# Chiesa dell'Addolorata (Sporminore)
La chiesa dell'Addolorata, detta anche chiesa della Beata Maria Vergine dei Sette Dolori o di Santa Maria Addolorata, è la parrocchiale di Sporminore, in provincia e arcidiocesi di Trento; fa parte della zona pastorale delle Valli del Noce.

## Storia
Nella seconda metà del XIX secolo, con l'aumento della popolazione locale, l'antica chiesa di Santa Maria Addolorata, fino a quel momento sede della curazia, era insufficiente a soddisfarne le esigenze e, così, si decise di edificarne una nuova al centro del paese, in un terreno appartenente al fondo feudale "al Piazzol", ceduto dal conte Paride Spaur.

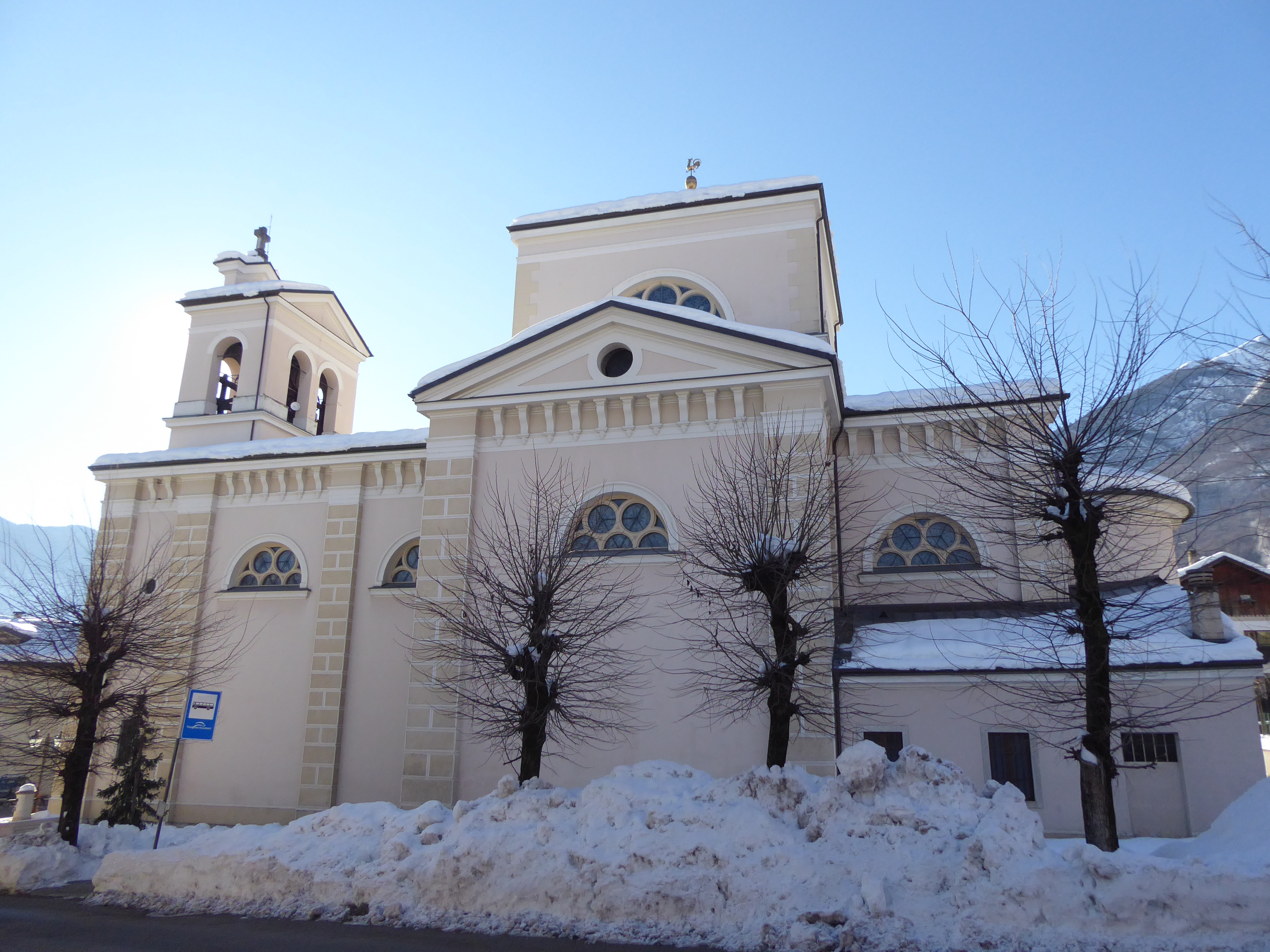
Il fianco della chiesa

I progetti di Leopoldo de Claricini, autore della vicina Chiesa della Natività di Maria (a Spormaggiore) e quello di Simone Longo, di Predazzo, furono bocciati, mentre venne accolto quello dell'ingegnere provinciale Anton Geppert, che affidò la costruzione alla ditta Chierzi di Tuenno. Così, il 21 giugno 1874 fu posta dal decano della cattedrale di Trento Valentino Bergamo la prima pietra del nuovo edificio e inserita la memoria del progetto nelle fondamenta. I lavori terminarono nel 1879 e il 10 agosto del medesimo anno fu celebrata la consacrazione da Giovanni Haller, coadiutore del vescovo di Trento, Benedetto Riccabona.
Dopo circa un ventennio, il 16 ottobre 1900 la curazia di Sporminore venne resa indipendente rispetto alla parrocchia di Spormaggiore tramite una sentenza del supremo tribunale dell'Impero di Vienna; nel 1907 i capifamiglia rinunciarono al diritto d'eleggere il curato e il 27 marzo 1909 il vescovo Celestino Endrici elevò la chiesa a parrocchiale. Come primo parroco fu riconfermato il curato Giovanni dell'Antonio.  Il mantenimento del parroco era a carico del Comune che metteva a disposizione la canonica e l'orto e versava una somma in denaro che veniva integrata dal governo.
Durante la prima guerra mondiale furono requisite quattro delle cinque campane, così nel 1922 nella torre furono installate quattro nuove campane fuse dalla ditta Colbacchini di Vittorio Veneto. Nel 1924 fu poi acquistato dalla ditta Pagani l’orologio del campanile e nel 1937 l'esterno dell'edificio venne interessato da un intervento di restauro condotto da Eugenio Taddei, affidato ai fratelli Adriano e Francesco Job.
Successivamente, l'edificio fu sottoposto a più riprese ad altre ristrutturazioni, l'ultima delle quali si concluse nel 1999.

## Descrizione

### Esterno
Situata nella piazza principale del paese, la chiesa si presenta con una facciata a capanna, delimitata da due paraste laterali con decorazioni a finti conci, sopra le quali è situato il frontone sorretto da mensole in pietra bianca abbellite da rosette. Al centro si apre il portale, al quale si accede tramite una breve scalinata composta da cinque gradini, sovrastato dal rosone, a mosaico di vetro, caratterizzato dalla strombatura.

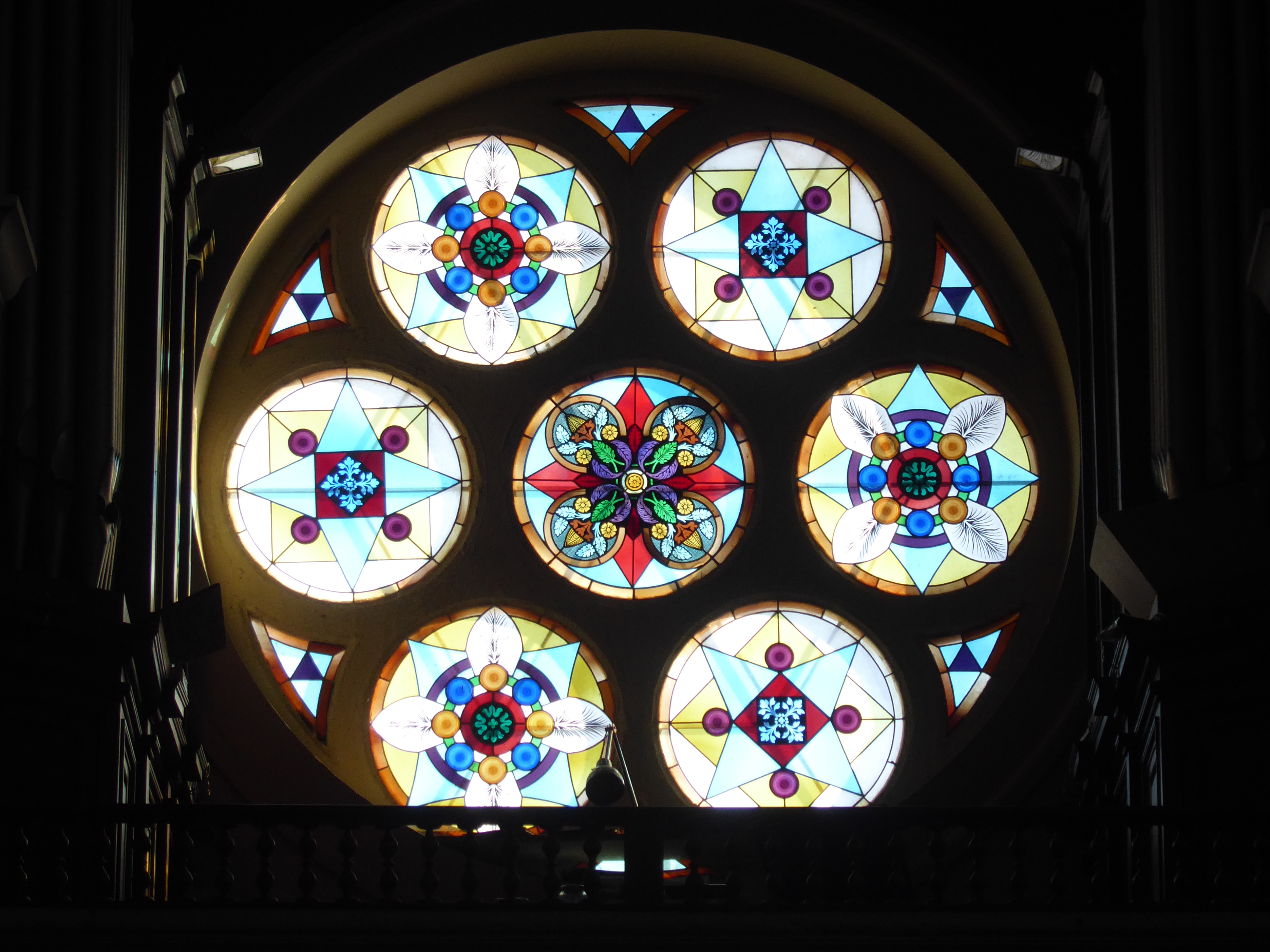
Il rosone

I muri laterali sono semplici, presentano architrave con mensoloni e aperture a lunetta a mosaico di vetro dai colori vivaci con disegni di tipo geometrico. Le due sacrestie furono costruite assieme al resto della chiesa. Uno degli armadi della sacrestia proviene dalla vecchia chiesa, l'altro fu preparato nel 1913 dal falegname Ferenzena.
Il campanile a vela, che è a pianta quadrata e si innesta sopra la facciata, è caratterizzato dalle cornici angolari, dalle bifore sui prospetti anteriore e posteriore e dalle monofore aperte lateralmente; è coronato da un timpano spezzato, sopra cui s'erge un ulteriore corpo ospitante l'orologio.
Il cimitero è rimasto quello della vecchia chiesa, il nuovo muro di cinta novecentesco fu realizzato grazie alla demolizione del campanile dell'antica chiesetta di Maria Addolorata nel 1938.

### Interno

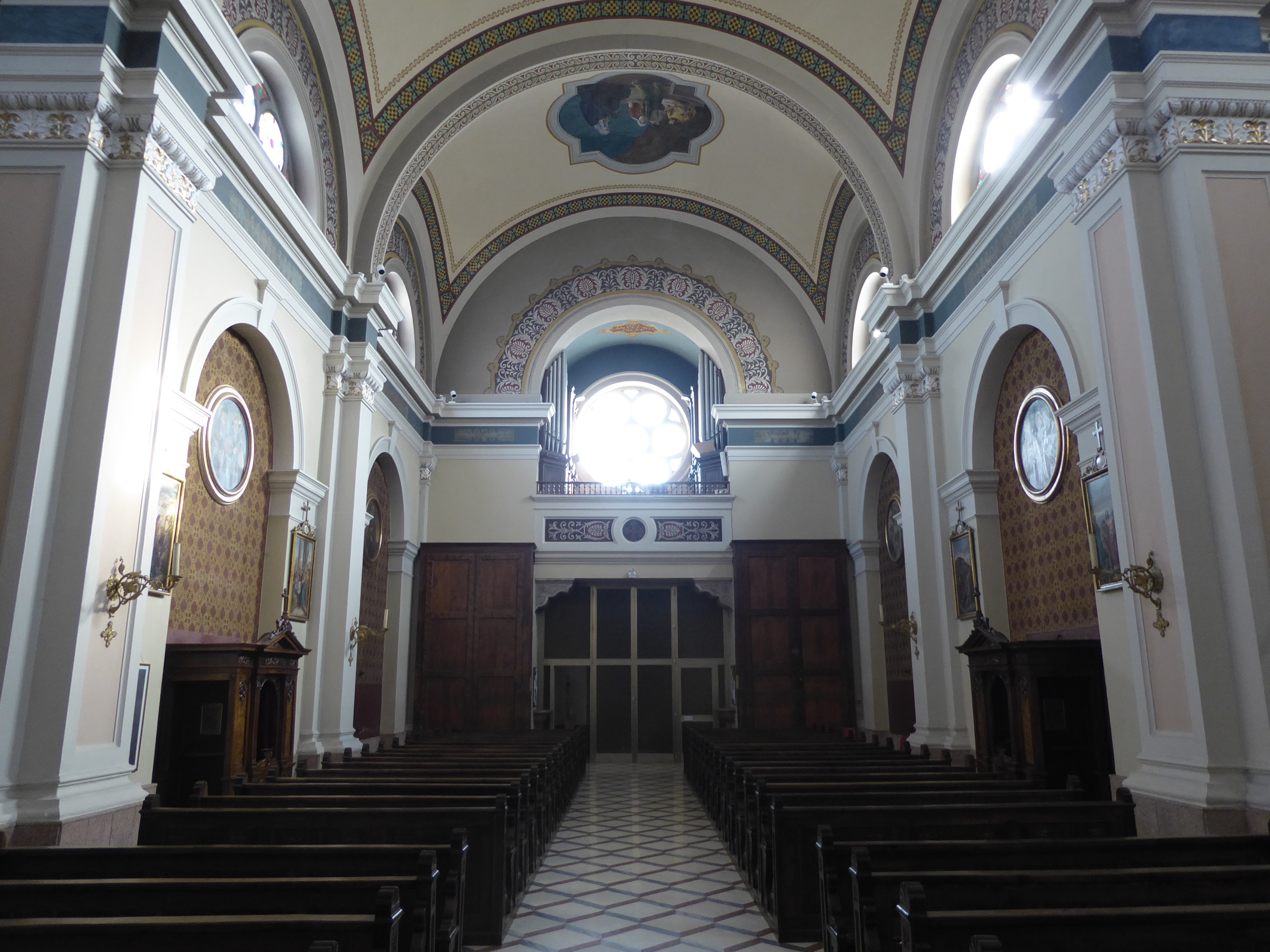
L'interno

L'interno dell'edificio è costituito da un'unica navata, composta da due campate e scandita da lesene sorreggenti la trabeazione sopra la quale s'imposta la volta a botte; la lunghezza della navata è ridotta da una bussola vetrata. In controfacciata è presente la cantoria, dove è sistemato l'organo costruito nel 1911 da Vincenzo Mascioni. Le pareti presentano quattro piccole sfondature con arcate minori: nelle prime due sono alloggiati i confessionali e nelle altre due, dove si aprono gli ingressi secondari, i quattro altari laterali, nel transetto, che dà alla chiesa la forma di croce latina. Sopra l'incrocio dei bracci del transetto si alza la cupola affrescata da Matteo Tevini con colori fra azzurro, bianco e grigio, dove è rappresentata l'Assunzione di Maria.

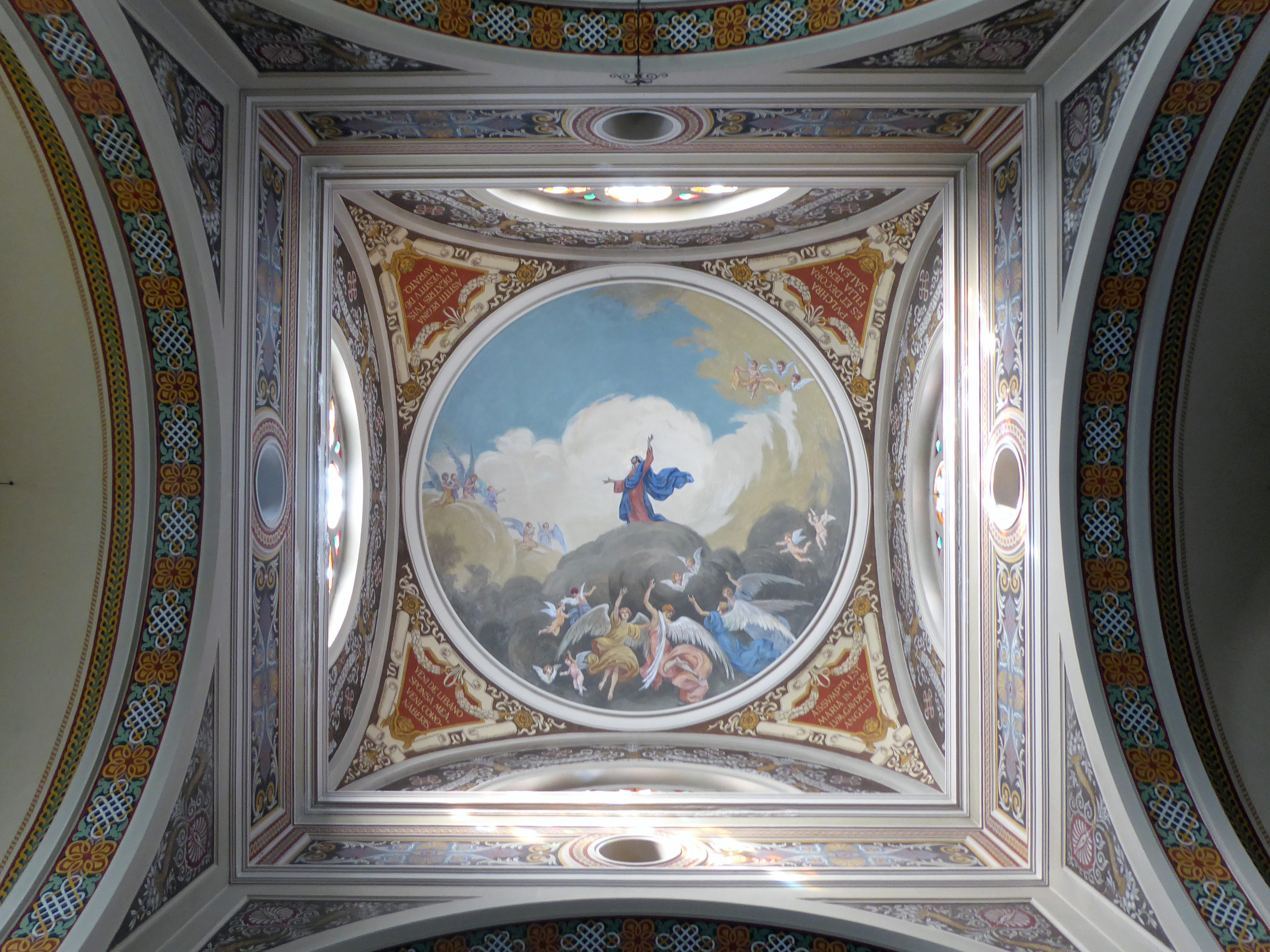
Cupola, Assunzione di Maria, Matteo Tevini (1927)

Al termine dell'aula si sviluppano il presbiterio, leggermente rialzato da quattro gradini, con pianta quadrangolare e l'abside, di forma semicircolare, con catino decorato.

#### Gli altari

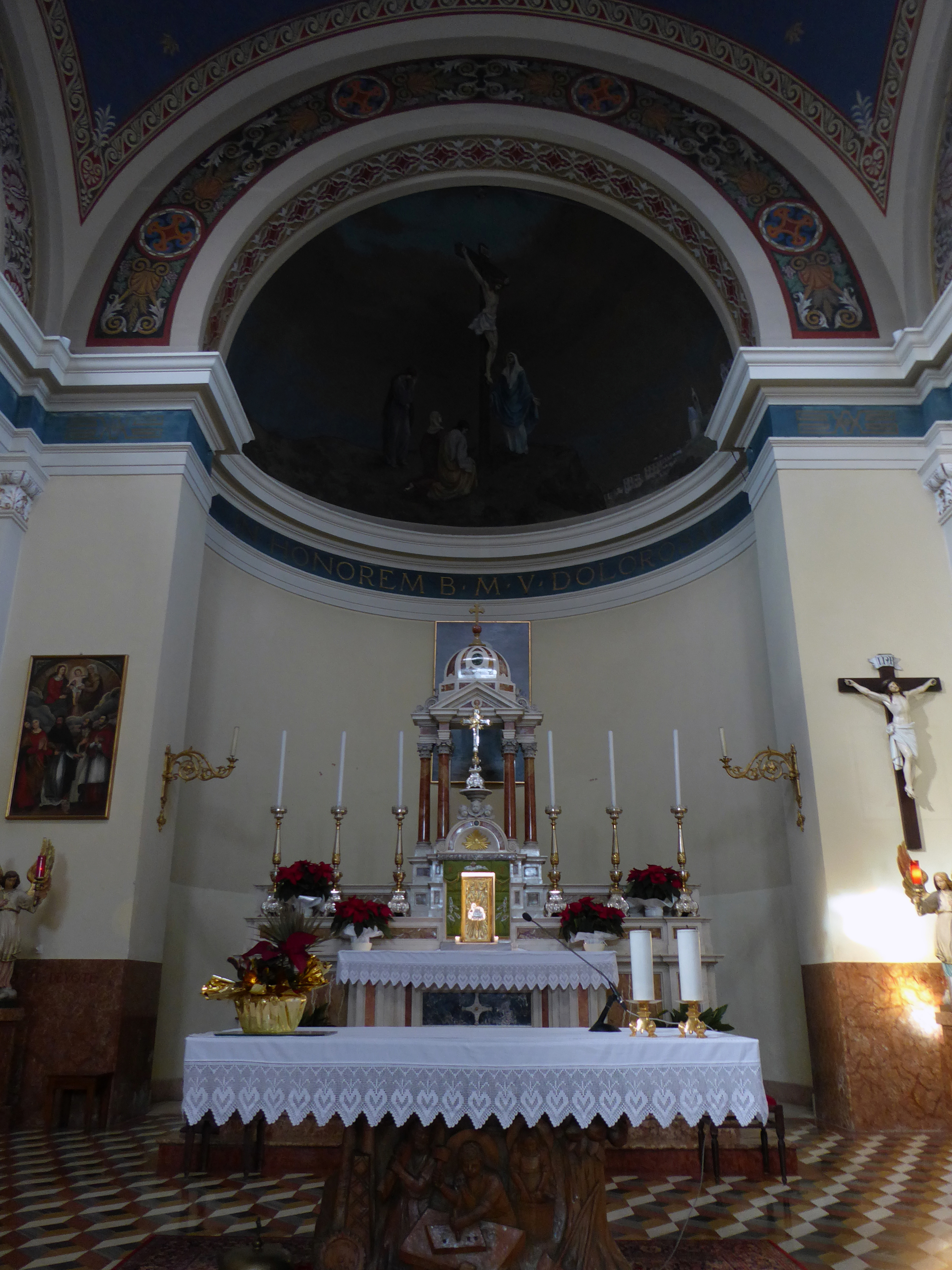
Altare maggiore e catino absidale

L'altare maggiore, in marmi policromi, fu costruito nel 1878 dalla ditta Scanagatta di Rovereto. Il ciborio è impostato su quattro colonne, le due interne avanzate rispetto alle esterne, reggenti il frontone triangolare e una cupola semisferica a sei spicchi, sopra i quali è posta la crocetta apicale. La portella del tabernacolo presenta un altorilievo dorato e argentato rappresentante l'Agnus Dei. L'antipendio è caratterizzato da un riquadro in marmo nero striato di rosa, con al centro una croce greca in marmo bianco. Ai lati dell'altar maggiore sono poste due sculture lignee degli Angeli ceroferari, ritti su un basamento a forma di nuvola, intagliate da Francesco Obletter nel 1941.
L'altare laterale sinistro in marmo policromo era originariamente dedicato alla Madonna del Rosario, ora alla Madonna Addolorata. Fu costruito anch'esso dalla ditta Scanagatta, ancona impostata su due colonne lisce concluse da capitelli compositi, reggenti frontone, abbellito ai lati da acroteri e sopra cimasa ornata da volute e rosette. Conservava una statua lignea di Franz Xaver Pendl senior, del 1885, raffigurante la Madonna con Bambino, finanziata dalle offerte di 54 emigrati a Vulcan, nel Michigan. La statua fu sostituita da una scultura in legno policromo della Madonna Addolorata eseguita nel 1898 da Egidio Andreaus. L'altro altare laterale sinistro, in legno dipinto di giallo, azzurro e oro, è dedicato a san Luigi Gonzaga e nella nicchia è posta una statua in legno policromo del santo, attribuita a Giuseppe Obletter (fine XIX secolo).
L'altare laterale destro in marmo, uguale a quello a sinistra, costruito dagli Scanagatta, è dedicato ora al culto di San Giovanni Bosco, ma inizialmente celebrava Sant'Antonio abate, del quale era esposta la statua in legno policromo Sant'Antonio con bambino di Giuseppe Obletter, spostata nell'altare ligneo di questo lato. Ora è presente la statua lignea di San Giovanni Bosco, raffigurato mentre dà la comunione a due ragazzi, realizzata da Carlo Pancheri nel 1938.

#### Le decorazioni di Matteo Tevini
Nella zona del transetto sono rappresentati, in lunette affrescate, quattro dei sette dolori di Maria: 
- la Presentazione di Gesù al tempio (profezia di Simeone);
- il Riposo durante la Fuga in Egitto;
- Gesù dodicenne tra i Dottori;
- Cristo che incontra la madre lungo la Via Crucis.

Sulla volta della navata, in due riquadri dai contorni quadrilobati, altri due dolori: la Deposizione e Cristo nel sepolcro.
Oltre ai decori classicheggianti a motivi e colori diversi della cupola e della volta, sempre realizzati da Tevini, sulle pareti della navata sono appesi quattro tondi ad olio su tela.. 
- A sinistra: 
  - Sant'Agnese;
  - Santi Sisinnio, Martirio e Alessandro.
- A destra: 
  - San Francesco;
  - Santi Vigilio e Romedio.

#### Il presbiterio e l'abside
Sulla parete sud nella zona del presbiterio è presente il pulpito in pietra rosa, bianca e nera. Sotto al pulpito è posizionato un altare ligneo moderno, donato alla chiesa dallo scultore trentino Mario Coraiola, installato per l'adeguamento liturgico sancito dal Concilio Vaticano II.
Il catino absidale presenta un affresco di Matteo Tevini, raffigurante la Crocifissione, ultimo dei sette dolori di Maria. Sullo sfondo di quest'opera dai colori scuri, anch'essa del 1927, è rappresentato il paese di Sporminore.
Sull'architrave absidale vi è la scritta dorata "IN HONOREM B.V.M. DOLOROSAE".
Nella zona presbiteriale vi sono infine altri dipinti:
- San Giuseppe con Bambino, opera di Matteo Tevini, olio su tela (cm 227 x 122). San Giuseppe regge con una mano la verga fiorita di gigli e con l'altra abbraccia Gesù Bambino[23].
- Santissima Trinità, autore ignoto della scuola pittorica di Fiemme (sec. XVIII), olio su tela (cm 85 x 79).
- Crocifisso, autore ignoto del XX secolo, olio su tela (cm 93 x 63). Portato in epoca recente dalla Germania.
- Madonna con Bambino, Sant'Anna e i santi Antonio abate, Romedio, Carlo Borromeo e Francesca Romana, autore ignoto del XVII secolo, olio su tela (cm 163 x 96, 5). In alto sono raffigurate, tra le nuvole, la Madonna con un cesto di fiori e Sant'Anna con in braccio il Bambino; in basso i santi Carlo Borromeo, San Romedio con l'orso, Antonio abate e Francesca Romana con l'angelo. Trasportato dalla vecchia chiesa, il quadro fu commissionato dagli Spaur, come attestano lo stemma della famiglia presente in basso e la posizione di rilievo di sant'Anna[24].
- Madonna Addolorata, opera di Maximilian Pirner (fine XIX secolo), olio su tela (cm 232 x 121). La Madonna, in primo piano, si staglia sullo sfondo del Golgota; si trattava della pala dell'altare maggiore, poi spostata a seguito della realizzazione da parte di Tevini del catino absidale. Secondo la tradizione fu donata dall'imperatrice Elisabetta di Baviera (Sissi)[25].